# Michael McDonald (kickboxer)
Michael Anthony McDonald (6 de febrero de 1965, Birmingham) es un kickboxer y practicante de artes marciales mixtas de nacionalidad canadiense retirado de la competición.

## Primeros años
Michael McDonald nació en Birmingham, Inglaterra. Cuando tan solo tenía dos años su familia se trasladó a Mandeville, Jamaica y ocho años más tarde a Edmonton, Alberta, donde permaneció durante sus años escolares.
Durante su adolescencia Michael tuvo gran actividad en una gran variedad de deportes como atletismo, fútbol canadiense, fútbol, béisbol y lucha libre. A los 17 años comenzó a practicar Muay Thai.

## Carrera como kickboxer
En 1996 Michael comenzó a entrenar con el campeón del "Karate 1992 World Cup" Andy Hug con el fin de prepararse para entrar en el circuito de torneos de K-1 permaneciendo en el "Team Andy" durante 3 años. Su debut en K-1 llegaría en 1998.
En el año 2000 Michael sorprendió a una multitud de 35.000 personas durante el evento "K-1 World Grand Prix 2000 en Fukuoka" al ganar mediante decisión unánime sobre el gran favorito Nicholas Pettas. En 2002, Michael se proclamó campeón de dos torneos de que K-1 celebrada ese mismo año en Estados Unidos, el "K-1 Grand Prix EE.UU. 2002" y "K-1 World Grand Prix 2002 en Las Vegas". El 7 de diciembre de 2002 fue seleccionado para participar en el "K-1 World Grand Prix 2002 Final" como primera lucha reserva contra el sueco Martin Holm.
En 2004 volvió a proclamarse campeón del "K-1 World Grand Prix in Las Vegas". Fue derribado por Marvin Eastman en el primer asalto de los cuartos de final pero se levantó y derrotó a su oponente por KO en el segundo asalto. En la semifinal derrotaría por KO al norteamericano Kelly Leo llegando así a la final. Frente a un lleno de 6.000 aficionados en el Bellagio en Las Vegas, Michael derrotó a Dewey Cooper para ganar su tercer campeonato en K-1. El premio fue entregado por Muhammad Ali y Mike Tyson.
El 12 de agosto de 2006 volvió a Las Vegas por quinta vez para combatir una vez más por el título. Ganó sus dos primeros combates frente al israelí Ariel Mastov y frente al norteamericano Imani Lee llegando una vez más a la final del torneo pero perdió en el combate por el título contra Stefan Leko.
A lo largo de toda su carrera llegó a enfrentarse a grandes kickboxers del K-1 como Ray Sefo, Peter Aerts, Mirko Filipović, Glaube Feitosa, Semmy Schilt, Remy Bonjasky o Hiromi Amada entre otros.

## Carrera como artista marcial mixto
Michael mantuvo dos combates de artes marciales mixtas, su debut fue contra Lyoto Machida en el evento "K-1 Beast 2004" frente al que perdió por sumisión en el primer asalto. Su segundo y último combate fue contra el kickboxer Rick Roufus ganando el combate mediante decisión unánime.

### Récord en Artes Marciales Mixtas
| Resultado | Record | Rival         | Método           | Evento                         | Fecha               | Asalto | Tiempo | Lugar             | Notas |
| --------- | ------ | ------------- | ---------------- | ------------------------------ | ------------------- | ------ | ------ | ----------------- | ----- |
| Victoria  | 1-1    | Rick Roufus   | Decisión unánime | Strike FC: Night of Gladiators | 18 de abril de 2008 | 2      | 5:00   | Ploiești, Rumanía |       |
| Derrota   | 0-1    | Lyoto Machida | Sumisión         | K-1 Beast 2004                 | 14 de marzo de 2004 | 1      | 2:30   | Saitama, Japón    |       |

## Campeonatos y logros
- Campeón de pesos pesados de Canadá
- Campeón mundial de peso crucero W.K.C.
- Campeón de Norteamérica de peso pesado W.K.A.
- Finalista del torneo preliminar "K-1 World Grand Prix USA" (2001)
- Campeón del torneo preliminar "K-1 World Grand Prix USA" (2002)
- Campeón del "K-1 World Grand Prix in Las Vegas" (2002)
- Finalista del "K-1 World Grand Prix in Las Vegas II" (2003)
- Campeón del "K-1 World Grand Prix in Las Vegas I" (2004)
- Finalista del "K-1 World Grand Prix in Las Vegas II" (2006)